# Dead or Alive 5 Ultimate
Dead or Alive 5 Ultimate (デッドオアアライブ 5 アルティメット 5?, Deddo oa Araibu 5 Arutimetto) è un videogioco del 2013 della serie Dead or Alive, distribuito inizialmente per PlayStation 3 e Xbox 360. Il titolo rappresenta una versione migliorata di Dead or Alive 5.
Una versione free-to-play, intitolata Dead or Alive 5 Ultimate: Core Fighters, è disponibile sul PlayStation Store, mentre una versione arcade, Dead or Alive 5 Ultimate: Arcade è stata distribuita esclusivamente in Giappone dall'azienda SEGA a partire dal 24 dicembre 2013.

## Sviluppo
Diverse collaborazioni sono state portati avanti per questo titolo: la collaborazione con SEGA è continuata con l'aggiunta di Jacky Bryant come personaggio giocabile; Momiji, Rachel e i livelli Sky City Tokyo, Portaerei e Zona desertica provengono dalla serie Ninja Gaiden della Tecmo; diversi costumi per i personaggio sono stati ispirati ai videogiochi Ragnarok Odyssey ACE di Game Arts, Warriors Orochi 3 Ultimate di Koei e Yaiba: Ninja Gaiden Z.

## Personaggi
La versione per console aggiunge cinque personaggi giocabili rispetto a quelli già presenti in Dead or Alive 5:
- Rachel è una cacciatrice di demoni ed amica di Ryu Hayabusa, Anche lei è un personaggio della serie Ninja Gaiden. Il suo stile di combattimento è molto simile a quello di Spartan-458 in Dead or Alive 4.[6][7]
- Jacky Bryant è il fratello di Sarah Bryant e guest character dalla serie Virtua Fighter. Utilizza il Jeet Kune Do come Jann Lee.[2][8]
- Leon ritorna dopo l'assenza in Dead or Alive 4, passando dal sambo precedentemente usato al combattimento ravvicinato in questo titolo.[6][8]
- Ein è l'alter-ego di Hayate, divenuto karateka dopo la sua permanenza in Germania. Ritorna anch'esso come personaggio giocabile dopo Dead or Alive 4.[8][9]
- Momiji è una miko del clan Hayabusa, già personaggio della serie Ninja Gaiden. È diventata un'allieva di Ryu Hayabusa per migliorare il suo aikijujutsu e le sue tecniche ninpo.[10][11][12]

La versione arcade introduce in esclusiva tre combattenti, in seguito disponibili come DLC nella versione Ultimate:
- Marie Rose è una giovane cameriera svedese che utilizza lo stile systema. È stata resa disponibile in Dead or Alive 5 Ultimate come DLC a pagamento, a partire dal 25 marzo 2014 sul PlayStation Store e dal 26 marzo 2014 sul Microsoft Games Store.[14]
- Phase 4 è un nuovo clone di Kasumi creato dalla MIST, quarta fase del Progetto Alpha.[15] Potrà essere scaricata tramite in DOA5U come DLC a pagamento a partire dal 18 giugno 2014 per Xbox 360 e dal 25 giugno per PlayStation 3 per il mercato europeo, mentre per quello statunitense e giapponese dal 17 giugno per PlayStation 3 e dal 18 giugno per Xbox 360.[16]
- Nyotengu è un esemplare di tengu femmina, in grado di usare molte mosse areali.[17] È stata resa disponibile in Dead or Alive 5 Ultimate nel settembre 2014.

La versione Dead or Alive 5 Last Round introduce due nuovi combattenti, disponibili in Dead or Alive 5 Ultimate tramite un DLC a pagamento:
- Raidou, già boss e personaggio giocabile in Dead or Alive e Dead or Alive Dimensions. Raidou è stato ucciso da un'esplosione nello scontro con Kasumi nel primo Dead or Alive, ma il suo corpo è stato riportato in vita dalla MIST in forma semi-robotica.[18]
- Honoka, una giovane studentessa dai capelli rosa molto brava ad imparare mosse di combattimento semplicemente guardandole; pratica uno stile di combattimento chiamato Honoka Fu, per l'appunto una combinazione di varie mosse di tutti i personaggi presenti.[19]

I personaggi a pagamento sono acquistabili in un unico DLC, in versione con o senza costumi aggiuntivi.

## Livelli
Diversi stage sono introdotti, alcuni già visti in Dead or Alive 3:
- Stregato Lorelei, versione per Halloween del livello Lorelei di Dead or Alive 3.
- Sky City Tokyo, scenario del primo capitolo di Ninja Gaiden 2 e dei successivi remake.
- Mondo perduto, presente anche in Dead or Alive 3.
- Foresta, presente anche in Dead or Alive 3.
- Portaerei, nuovo livello, simile ad uno scenario di Ninja Gaiden 3: Razor's Edge.
- Zona desertica, scenario presente in Ninja Gaiden 3.
- Lorelei, presente anche in Dead or Alive 3. Era inizialmente disponibile sono nella versione arcade, ma è possibile scaricarlo in Dead or Alive 5 Ultimate gratuitamente.[14]

## Altre versioni

### Dead or Alive 5 Ultimate: Core Fighters
È la versione free-to-play distribuita sul PlayStation Network, in cui è possibile utilizzare Ryu Hayabusa, Kasumi, Hayate e Ayane, oltre che ad alcuni personaggi che vengono sbloccati per un tempo limitato. Nel marzo 2014, è stata scaricata da oltre un milione di giocatori.

### Dead or Alive 5 Ultimate: Arcade
Dead or Alive 5 Ultimate: Arcade è il primo videogioco arcade dopo Dead or Alive 2 Millennium del 2000. Arcade è stato distribuito in Giappone a partire dal 24 dicembre 2013, basato sull'hardware Sega RingEdge 2 e usando la piattaforma di distribuzione digitale Sega's ALL.Net P-ras MULTI Ver. 2. Arcade introduce tre nuovi combattenti, la svedese Marie Rose, e il clone di Kasumi, Phase 4, e Nyotengu, una tengu femmina.

## Accoglienza
Hayashi, parlando di Dead or Alive 5, specificò: "non abbiamo in programma di vendere personaggi tramite DLC", tuttavia vennero aggiunti personaggi scaricabili tramite DLC a pagamento, come Marie Rose e Phase-4.
Il Team Ninja ha risposto alle critiche dicendo che i personaggi aggiuntivi, come Marie Rose, sono stati creati e sviluppati esclusivamente per la versione arcade, ma vista la grande richiesta dei fan, sono stati resi disponibili anche per la versione console dietro pagamento. Non erano in nessun modo già presenti nel disco di Dead or Alive 5 Ultimate, ma un'idea successiva ben accolta dai fan.